# Netzwolf
Der Netzwolf (Aulonia albimana) ist eine Art aus der Gattung Aulonia in der Familie der Wolfspinnen (Lycosidae). Sie ist eine der nur zwei Arten der Gattung.

## Beschreibung
Aulonia albimana ist eine der kleineren Wolfspinnen. Sie erreicht eine Körpergröße von maximal 4,5 Millimetern. Der Vorderkörper (Prosoma) ist dunkelbraun bis schwarz gefärbt und dünn weiß umrandet. Der Hinterkörper (Opisthosoma) ist ebenfalls dunkelbraun bis dunkelgrau gefärbt. An seinem Vorderende befindet sich ein dünner weißer Mittelstrich.
Die Beine sind gleichmäßig hellbraun gefärbt, wobei die Oberschenkel des vordersten Beinpaares jedoch schwarz sind.
Das auffälligste Merkmal der Art sind die weißen mittleren Glieder der Pedipalpen, die ansonsten schwarz gefärbt sind. Dieses Merkmal ist bei beiden Geschlechtern vorhanden und lässt eine einfache Bestimmung der Art zu.

## Lebensweise

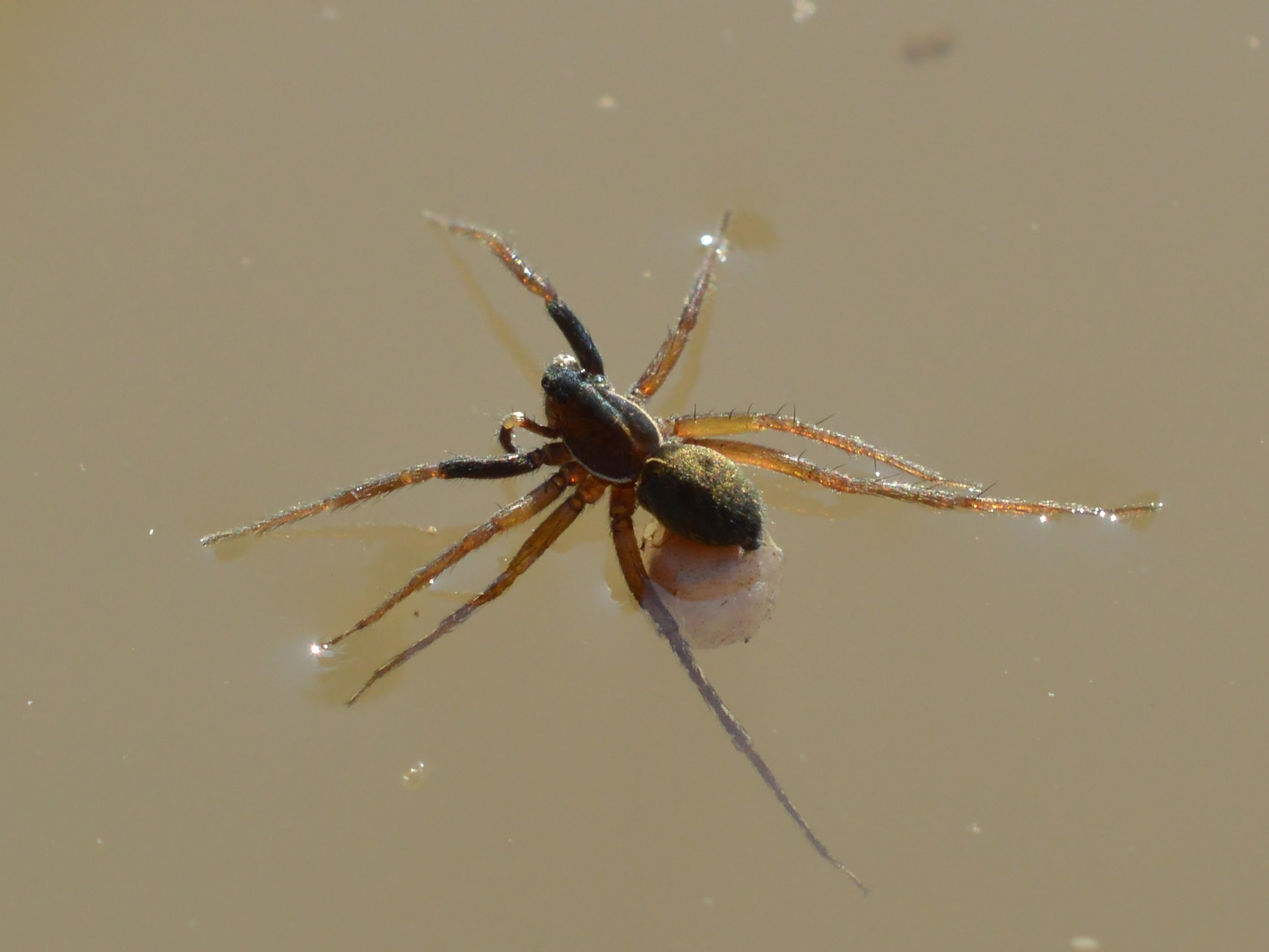
Weibchen mit Eikokon

Wie alle Wolfspinnen lebt Aulonia albimana am Boden und in der Krautschicht. Unter den mitteleuropäischen Wolfspinnen stellt sie aber eine Besonderheit dar: Sie ist die einzige Art, die ein Fangnetz baut. Es ist ähnlich einem Trichternetz aufgebaut und wird meistens in einem Moospolster errichtet. Die Spinne, insbesondere das Männchen, hält sich jedoch nicht immer im Netz auf, sondern läuft oft auch frei umher.

## Vorkommen und Verbreitung
Aulonia albimana kommt bevorzugt in trockeneren Lebensräumen mit geringer Vegetation vor, z. B. auf Trockenrasen, Binnendünen und steinigem Ödland. Sie ist in ganz Mitteleuropa verbreitet und meist nicht selten.